# Lobianchia dofleini
Il coda brillante (Lobianchia dofleini) è un pesce abissale della famiglia Myctophidae.

## Distribuzione e habitat
Il suo areale comprende il mar Mediterraneo, l'Oceano Atlantico e, l'Oceano Pacifico occidentale e l'Oceano Indiano. È molto più comune nei mari dell'emisfero sud. È presente in tutti i bacini italiani.

Vive attorno ai 500 metri di profondità ma compie migrazioni fino alla superficie, specie di notte. Sono riportate catture da profondità di 4000 metri.

## Descrizione
Come tutti i pesci lanterna si può identificare con certezza solo attraverso l'osservazione dei fotofori, per la descrizione e per la legenda dei fotofori vedi la voce Myctophidae.
I fotofori sono divisi in due porzioni di uguali dimensioni da una membrana nera. Il fotoforo Dn è molto piccolo, ed il Dv del tutto assente. Gs presente nei maschi, sostituito da un Gi nelle femmine.
Si può distinguere dall'affine Lobianchia gemellarii per il fotoforo POL singolo (in L. gemellarii i POL sono due) e per l'ultimo Prc separato dagli altri e posto più in alto.

Il colore è bruno scuro con riflessi argentei se integro. I fotofori sono bluastri.

Misura fino a 5 cm.

## Alimentazione
A base di copepodi, piccoli crostacei planctonici.

## Riproduzione
La deposizione delle uova avviene durante tutto l'anno.

## Pesca
Questa specie, come molti altri pesci di profondità, viene fortemente attratta dalle luci. A causa di questa sua abitudine viene talvolta catturata con le reti da circuizione per la pesca di acciughe e sardine, che utilizzano fonti luminose per attrarre le prede. Non ha comunque alcun valore alimentare; le sue carni, tuttavia, sono commestibili.